# Вайра Віке-Фрейберга
Ва́йра Ві́ке-Фре́йберга (латис. Vaira Vīķe-Freiberga; нар. 1 грудня 1937, Рига, Латвія) — латвійська державна діячка та науковиця, шоста президент Латвійської Республіки.
Спецпосланниця генерального секретаря ООН, віцеголова Групи експертів з довгострокового майбутнього Європейського Союзу, співголова Міжнародної ради Міжнародного центру Нізамі Гянджеві.

## Життєпис
Батько — моряк Карлис Вікіс (латис. Kārlis Vīķis), мати — Аннемарія Віке (латис. Annemarija Vīķe), до шлюбу Ранькє (Raņķe). Через кілька тижнів після її народження батько трагічно загинув в Атлантиці. Пізніше мати одружилася з моряком Едґарсом Хермановічсом (Edgars Hermanovičs).
31 грудня 1944 року сім'ю евакуювали до Німеччини через наступ сталінських військ. Початкову освіту здобула в латиській школі в таборі біженців в Любеку (Німеччина) й у французькій жіночій гімназії в Касабланці (Марокко).
Коли Вайрі виповнилося 16 років, сім'я переселилася до Канади, де Вайра працювала клерком у банку та сортувальницею листів. У Канаді здобула вищу освіту, ступінь бакалавра з англійської мови та ступінь магістра з психології. А потім і докторський ступінь у галузі експериментальної психології в університеті Макгілла. Володіє латиською (рідна мова), французькою, англійською, німецькою, іспанською, трохи італійською та португальською мовами. Російську не вивчила, хоча почала вивчати 1999 року.
З 1965 по 1998 р. — професор психології в Монреальському університеті (Universite de Montreal). Вела курси з психофармакології, психолінгвістики, наукової теорії. Проводила дослідження в галузі психології про процеси пам'яті, мови і мислення, включаючи вплив ліків. Серед латвійської еміграції відома роботами з латвійським дайнами (народними піснями), їхньою поетикою та структурою.
Очолювала відділення французької мови Канадської академії наук (Royal Society of Canada). Починаючи з 1957 року працювала вихователькою молоді та фахівчинею з фольклору серед латвійців, що проживають за кордоном. Вела активну діяльність і в керівництві національних і міжнародних наукових організацій. Працювала представницею Канади й головою наукової програми НАТО «Людський фактор» у Брюсселі. Була запрошена представницею Канади — консультанткою у комісії з конституційних реформ парламенту Бразилії (1989). Очолювала ряд наукових організацій. Отримала Велику медаль Латвійської академії наук та нагороди багатьох інших академій. Співавторка бази даних Сонячних дайн і загальних дайн, авторка і співавторка семи книг про латвійські дайни.
У 1997 році переїхала з Канади до Латвії. 19 жовтня 1998 року призначена директором Інституту Латвії, який відповідає за формування образу країни у світі.

## Президентство
10 червня 1999 р. взяла участь у виборах президента Латвійської Республіки. Віке-Фрейберга не була фавориткою виборів, а лише запасною кандидаткою соціал-демократів, але всі кандидати, висунуті в першій фазі виборів, більшості голосів депутатів Сейму не отримали. 17 червня 1999 року Сейм обрав Вайру Віке-Фрейбергу Президентом Латвійської Республіки й 8 липня вона вступила на посаду. 20 червня 2003 р. переобрана президентом як єдина висунута кандидатка.
За конституцією Латвії (ст. 53) президент не несе політичної відповідальності за свою діяльність, проте Віке-Фрейберга проявила значну зовнішньополітичну активність й увійшла до списків Forbes 100 найвпливовіших жінок світу 2005 і 2006. За її президентства в 2004 році Латвія вступила до ЄС і НАТО, направила свій військовий контингент в Ірак. Виступає за засудження злочинів радянського комуністичного режиму. Стала на той момент єдиною з президентів країн Балтії, що приїхала до Москви на святкування 60-річчя Перемоги 9 травня 2005 року, при цьому залишаючись націоналісткою: так, у 2004 році в інтерв'ю вона висловилася з приводу порівняння мовних ситуацій у Бельгії та Латвії наступним чином: «Там це іншомовне населення століттями жило. А що в нас, у Латвії? Нелегальна, жорстока, тоталітарна іноземна окупація. Тому цей приклад не підходить». Етнополітику Латвії вона резюмувала так: «Їм треба прийняти, що це незалежна країна, і стати латвійцями: російського походження, але латвійцями».
15 вересня 2006 р. кандидатура Вайри Віке-Фрейберги була офіційно висунута трьома балтійськими країнами (Латвією, Литвою, Естонією) на пост Генерального секретаря ООН. 5 жовтня Вайра Віке-Фрейберга відкликала свою кандидатуру.

## Після президентства
Продовжує займатися активною громадською діяльністю, зокрема входить до Європейської ради з толерантності та взаємоповаги, міжнародної неурядової організації, зайнятої виробленням ініціатив та пропозицій щодо поліпшення ситуації у сфері толерантності в Європі.
У 2007 році разом із чоловіком заснувала консалтингову компанію VVF Consulting, яка в 2008 році виграла оголошений Лієпайською думою конкурс на проведення аналізу політики розвитку Лієпаї.

## Нагороди
- Латвійський Орден Трьох зірок
- Орден князя Ярослава Мудрого I ст. (Україна, 27 квітня 2006) — за визначний особистий внесок у розвиток українсько-латвійських відносин[4]
- нагороди інших держав

## Шлюб і сім'я
Чоловік — Імантс Фрейбергс, президент Латвійської асоціації інформаційних технологій і телекомунікацій. Син Карлис живе в Латвії, дочка Індра працює в Лондоні.